# Goed ter Looveren

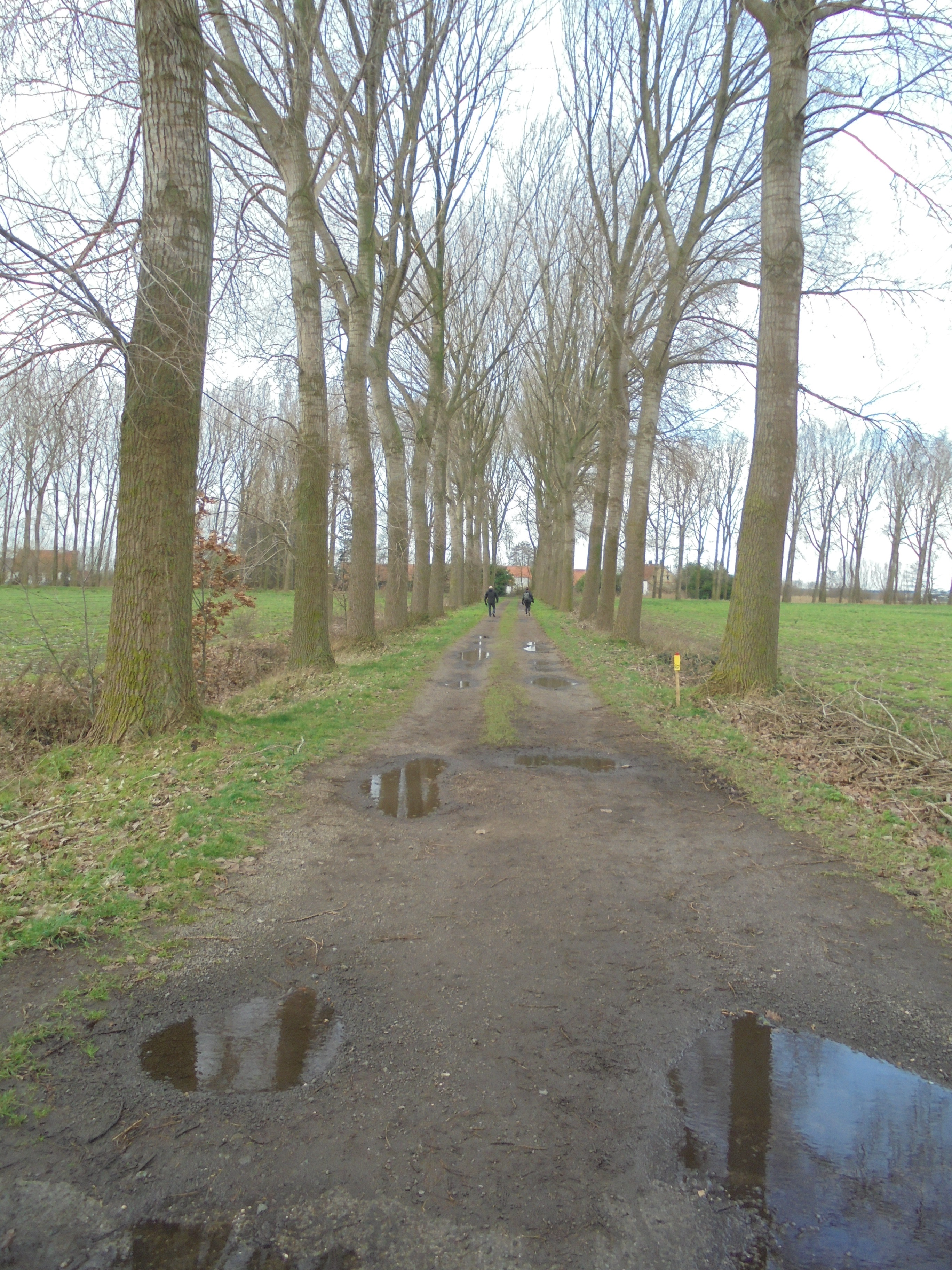
Toegangsdreef

Het Goed ter Looveren is een historische hoeve in de Oost-Vlaamse plaats Zelzate, gelegen aan de Ter Looverendreef 10-12.

## Geschiedenis
Goed Ter Looveren ontstond in de 13e eeuw als een ontginning in het Asseneder Ambacht. Ridder Ser Wouter Briseteste werd als eigenaar genoemd in 1334. In 1389 kwam het aan ridder Jan II Vilain die heer was van Sint Jansteen. De familie bleef eigenaar tot 1565, toen het gekocht werd door Charles de l’Espinoy. In 1582 kwam het aan Jan van de Kethulle. In 1596 werd het goed gesplitst maar in 1619 kwamen beide delen weer samen aan Jan Van Oyenbrugghe de Duras. Pas in 1684 werd het goed verkocht. Toen is het, tot 1716, de gevangenis van het Asseneder Ambacht geweest. In de loop van de 18e eeuw waren er verschillende eigenaars, en wel de families Penneman, Schellynck, de Kerckhove de Denterghem en de Ghellinck d’Elseghem. Van de laatste familie ging het in 1955 over aan Jean Baptiste de Bethune.

## Complex
Het complex bestaat uit twee boerderijen op een terrein dat vroeger geheel en nu nog deels is omgracht. In 1627 was er sprake van tgoet ende casteel, huijsinghen van plaisantien ende pachtgoet ghenaempt ter love. Het zou gaan om een landbouwontginning met de allure van een kasteeltje. Later was er slechts een (oostelijke) hoeve. In 1842 werd de westelijke hoeve gebouwd.
De oostelijke hoeve, het voormalige huys van plaisance, heeft een poortgebouw van 1636 met daarboven het wapen van de familie Van Oyenbrugghe de Duras. Aan beide zijden van het poortgebouw bevinden zich dienstgebouwen.
Het woonhuis heeft nog een aantal onderdelen die stammen uit de 16e of 17e eeuw, zoals de balkenlaag met sleutelstukken. Ook verdere elementen van het interieur zijn origineel.
Ook is er een dwarsschuur van 1801, met een uitbreiding van 1923.
De hoeven worden omringd door een tuin, en er is een dreef waarlangs in 1954 een pijlerkapelletje werd gebouwd.